# Reserva Natural de Maalasti
A Reserva Natural de Maalasti é uma reserva natural localizada no condado de Viljandi, na Estónia.
A área da reserva natural é de 53 hectares.
A área protegida foi fundada em 2006 para proteger espécies ameaçadas (águia-gritadeira e cegonha-preta) nas aldeias das antigas freguesias de Kõo e Suure-Jaani. Em 2013, a área protegida foi designada como reserva natural.